# Nordiska Schackförbundet
Nordiska Schackförbundet (The Nordic Chess Federation) grundades 20 augusti 1899 på Tivoli i Köpenhamn. Målsättningen var att främja schackspelet och utveckla samarbetet i Norden.

## Historia
Den första nordiska turneringen spelades 1897 i Stockholm och detta var en orsak till att det blev klart att ett nordiskt schackförbund hade en funktion att fylla. Ekonomiskt stöd kom bland annat från bröderna Gustaf och Ludvig Collijn.

## Verksamhet
Nordiska schackförbundet arrangerar årligen Nordiska mästerskapen. I början av 1900-talet bjöd man in starka internationella mästare till dessa turneringar och spelare som Milan Vidmar, Alexander Aljechin (1912), Paul Johner, Rudolf Spielmann och Aaron Nimzowitsch har deltagit och vunnit. Turneringen blev senare endast öppen för nordiska spelare.
Förbundet utser också vartannat år "Nordens schackspelare", en titel som går till en spelare som "uppmärksammats genom att ha presterat fina resultat samt att som person utgör en prydnad för schacket".

### Nordens schackspelare
- 2001 Evgenij Agrest, Sverige
- 2003 Peter Heine Nielsen, Danmark
- 2005 Magnus Carlsen, Norge
- 2007 Magnus Carlsen, Norge
- 2009 Magnus Carlsen, Norge
- 2011 Magnus Carlsen, Norge och Pia Cramling, Sverige
- 2013 Jens Kristiansen, Danmark
- 2015 Magnus Carlsen, Norge
- 2017 Magnus Carlsen, Norge och Helgi Dam Ziska, Färöarna
- 2019  Magnus Carlsen, Norge
- 2021 Magnus Carlsen, Norge
- 2023 ...

## Presidenter i Nordiska Schackförbundet
- 1899-01 Martin Andersson, Sverige
- 1901-03 Svend E Vaage, Danmark
- 1903-05 Ludvig Collijn, Sverige
- 1905-07 C Koppel, Danmark
- 1907-09 Martin Andersson, Sverige
- 1909-14 Ludvig Collijn, Sverige
- 1914-16 Oscar Lehmann, Danmark
- 1916-19 Sigurd Lund, Norge
- 1919-26 Martin Andersson, Sverige
- 1926-28 Olof Smedal, Norge
- 1928-29 Martin Andersson, Sverige
- 1930-39 Ludvig Collijn, Sverige
- 1939-46 Erik Olson, Sverige
- 1946-47 Ari Ilma Kunnas, Finland
- 1947-48 Folke Rogard, Sverige
- 1948-50 Arni Snaevarr, Island
- 1950-53 S K Willumsen, Danmark
- 1953-55 Ragnar Fossum, Norge
- 1955-57 Helge Hindström, Finland
- 1957-59 Folke Rogard, Sverige
- 1959-61 Asgeir Thor Åsgeirsson, Island
- 1961-63 H V Tuxen, Danmark
- 1963-64 Arne S B Krogdahl, Norge
- 1964-65 Hans Chr Siebke, Norge
- 1965-66 Erik Asplund, Finland
- 1966-67 Helge Hindström, Finland
- 1967-69 Nils Kellgren, Sverige
- 1969-71 Gudmundur Thorarinsson, Island
- 1971-73 Ole Schøller Larsen, Danmark
- 1973-75 Arnold Eikrem, Norge
- 1975-77 Erik Asplund, Finland
- 1977-79 Christer Wänéus, Sverige
- 1979-81 Einar S Einarsson, Island
- 1981-83 Steen Juul Mortensen, Danmark
- 1983-85 Alf Øverås, Norge
- 1985-87 Hanus Joensen, Färöarna
- 1987-89 Eero Helme, Finland
- 1989-92 Christer Wänéus, Sverige
- 1992-95 Jon G Briem, Island
- 1995-97 Søren Bech Hansen, Danmark
- 1997-98 Erling Flötten, Norge
- 1998-99 Per Ofstad, Norge
- 1999-01 Arild Rimestad, Färöarna
- 2001-03 Mikko Markula, Finland
- 2003-05 Ingvar Carlsson, Sverige
- 2005-07 Lilja Gretarsdottir, Island
- 2007-09 Erik Søbjerg, Danmark
- 2009-11 Håvard Løvik, Norge
- 2011-13 Finnbjørn Vang, Färöarna
- 2013-15 Jaakko Mänyniemi, Finland
- 2015-17 Carl Fredrik Johansson, Sverige
- 2017-19 Gunnar Björnsson, Island
- 2019-21 Poul Jacobsen, Danmark
- 2021-23 Anniken Vestby, Norge
- 2023-... Ingi Wiberg, Färöarna